# Stanisław Gosławski
Stanisław Gosławski (nació en 7 de septiembre de 1918 en Wąwolnica, murió en 31 de julio de 2008 en Lublin) - escultor polaco.

## Biografía y obras
Hijo del herrero Antoni Gosławski y Stefania Łuszczyńska. La primera persona que influenció en Stanisław Gosławski fue su hermano - Józef Gosławski, escultor y medallista. En 1946 Stanisław estudió en la Academia de Bellas Artes en Cracovia y después en la Academia de Bellas Artes de Poznań. Con Józef y su mujer, Wanda, participó en la realización de la escultura Musica en Varsovia. Muchas de sus obras están en Varsovia, Lublin, Lubartów, Kraśnik, Zamość, Chełm, Hrubieszów, Włodawa, Puławy y Wąwolnica. También realizó obras en el hotel Varsovia en Moscú y en  Uniwersytet Polonijny en Pittsburgh. Fue decorado con el Distintivo de Oro de la Asociación Polaca de Artistas Plásticos (polaco: Polski Związek Artystów Plastyków, ZPAP).